# HMS Indefatigable (1784)
HMS Indefatigable (Корабль Его Величества «Индефатигебл — Неутомимый») — 64-пушечный линейный корабль третьего ранга. Первый корабль Королевского флота, названный HMS Indefatigable.  Шестой корабль типа Ardent. Заложен в мае 1781 года. Спущен на воду в июле 1784 года на частной верфи Адамса в Баклерхарде.  Хотя он и был построен как линейный корабль, большую часть своей службы он провел уже после преобразования в тяжелый 44-пушечный фрегат. За свою долгую службу он принял участие во многих сражениях Французских революционных и Наполеоновских войн. Он захватил, в одиночку или совместно с другими кораблями, не менее 27 призов и когда в 1847 году Адмиралтейство выпустило медали за сражения этого периода, экипаж Indefatigable был награждён четырьмя из них.

## Строительство
Indefatigable был заказан 3 августа 1780 года (уже после смерти Слейда), его киль был заложен в мае 1781 года на частной верфи в деревне Баклерхард в Хэмпшире, принадлежащей Генри Адамсу. Он был спущен на воду в начале июля 1784 года, работы по оснащению продолжались с 11 июля по 13 сентября этого года на королевской верфи в Портсмуте, где он был окончательно завершен, и вступил в строй как 64-пушечный двухдечный корабль третьего ранга. Его строительство обошлось в £ 25 210, а общая стоимость, включая полное оснащение и обшивку медью, составила £ 36 154. К моменту ввода в эксплуатацию он считался уже плохо пригодным к эскадренному бою, так как французы в это время строили более мощные 74-пушечные корабли, и потому он никогда не использовался в этом качестве, оставаясь в резерве до момента преобразования в фрегат.

## Модификация
В 1794 году он был razée: его верхняя палуба была срезана, чтобы преобразовать его в большой и хорошо вооруженный фрегат. Первоначально предполагалось сохранить его двадцать шесть 24-фунтовых орудий на главной орудийной палубе, и смонтировать восемь 12-фунтовых орудий на корме, а еще четыре на баке, что превратило бы его в 38-пушечный корабль. Однако, так как в это время на флоте всё большую популярность набирали карронады, 5 декабря 1794 года его вооружение было дополнено четырьмя 42-фунтовыми карронадами на корме, и еще двумя на баке. Наряду с Magnanime и Anson, которые были преобразованы во фрегаты примерно в то же время, Indefatigable после этого оценивался как 44-пушечный фрегат пятого ранга. Работы проводились в Портсмуте с сентября 1794 по февраль 1795 года и обошлись в £ 8764. 17 февраля 1795 года на корму были добавлены еще два 12-фунтовых орудия, хотя его официальный рейтинг от этого не изменился. Одной из причин преобразования этих кораблей во фрегаты были слухи, что французы в больших количествах строят суперфрегаты, вооруженные 24-фунтовыми длинными пушками (на самом деле французами было построено только четыре 24-фунтовых фрегата).

## Французские войны

### Капитан Эдвард Пеллью

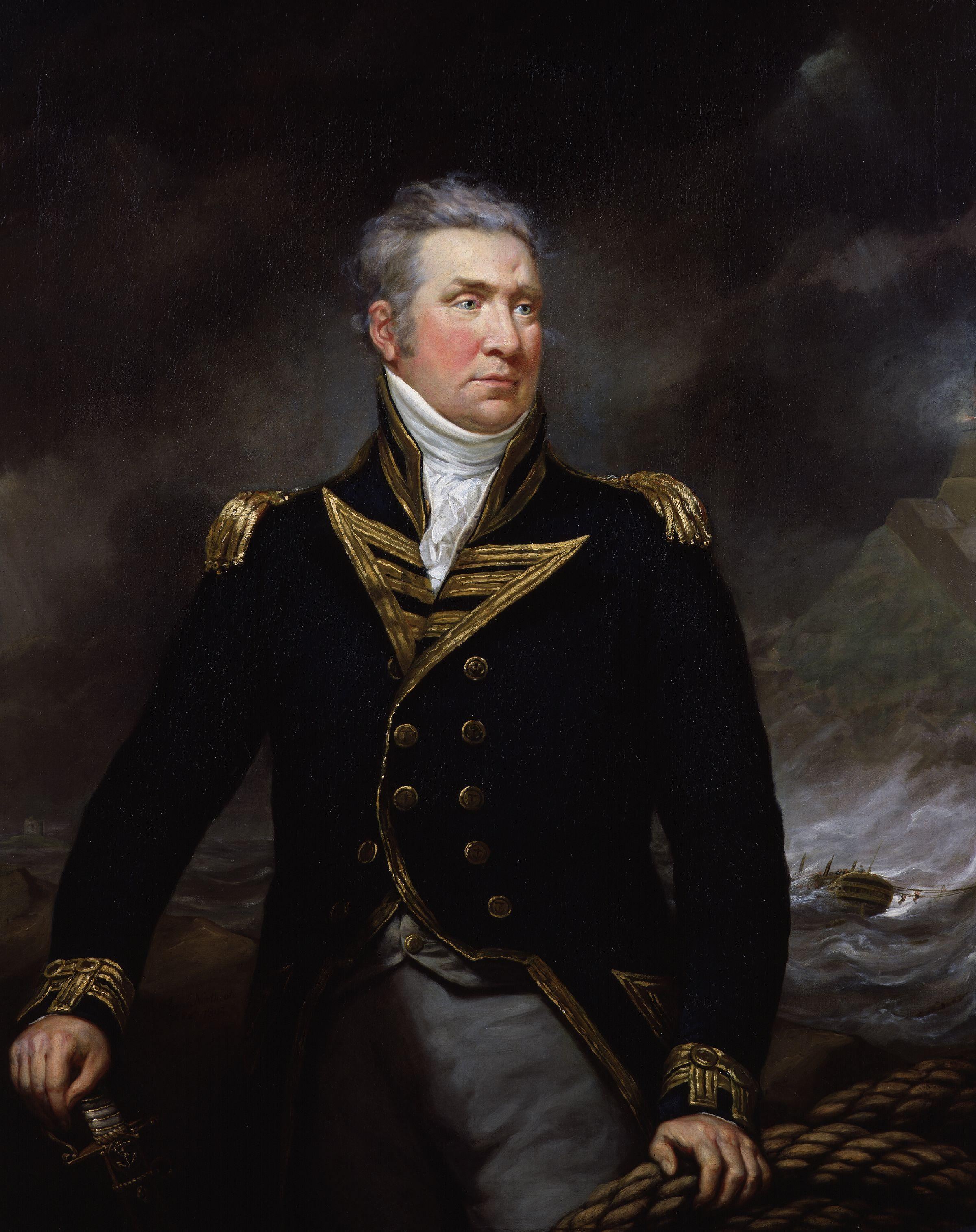
Эдвард Пеллью, первый капитан корабля

Indefatigable был введен в эксплуатацию в декабре 1794 года под командованием капитана сэра Эдварда Пеллью. Он оставался на этом посту до начала 1799 года.
9 марта 1795 года Indefatigable, Concorde и Jason захватили многочисленные французские призы: Temeraire, Minerve, Gentille, Regeneration, а также бриг и шлюп неизвестных имен.
20 марта 1796 года Indefatigable и его эскадра преследовали три французских корвета, один из которых, 26-пушечный Volage, был вынужден выброситься на берег возле береговой батареи в устье Луары. При этом Volage потерял все свои мачты, но тем не менее уцелел, и французы смогли затем снять его с берега. Два других корвета, Sagesse и Eclatant, бежали вверх по реке. В этом сражении Indefatigable потерь не понес, а на борту другого британского фрегата, Amazon, было четверо раненых.
В период с 11 по 21 марта эскадра Пелью, состоящая из фрегатов Indefatigable, Concorde, Révolutionnaire, Amazon, Argo и наемного люгера Duke of York, захватила шесть и потопила три торговых судна. Призовые деньги были разделены между всеми судами эскадры.
13 апреля 1796 года Indefatigable совместно с Revolutionnaire преследовал французский фрегат. Пеллью сигнализировал Revolutionnaire зайти со стороны берега и атаковать противника. Revolutionnaire выпустил по противнику два бортовых залпа, после чего тот спустил флаг. Захваченный фрегат, 32-пушечный Unite, потерял при этом девять человек убитыми и 11 ранеными, на Revolutionnaire потерь не было. Unite затем был принят в состав Королевского флота как HMS Unite.

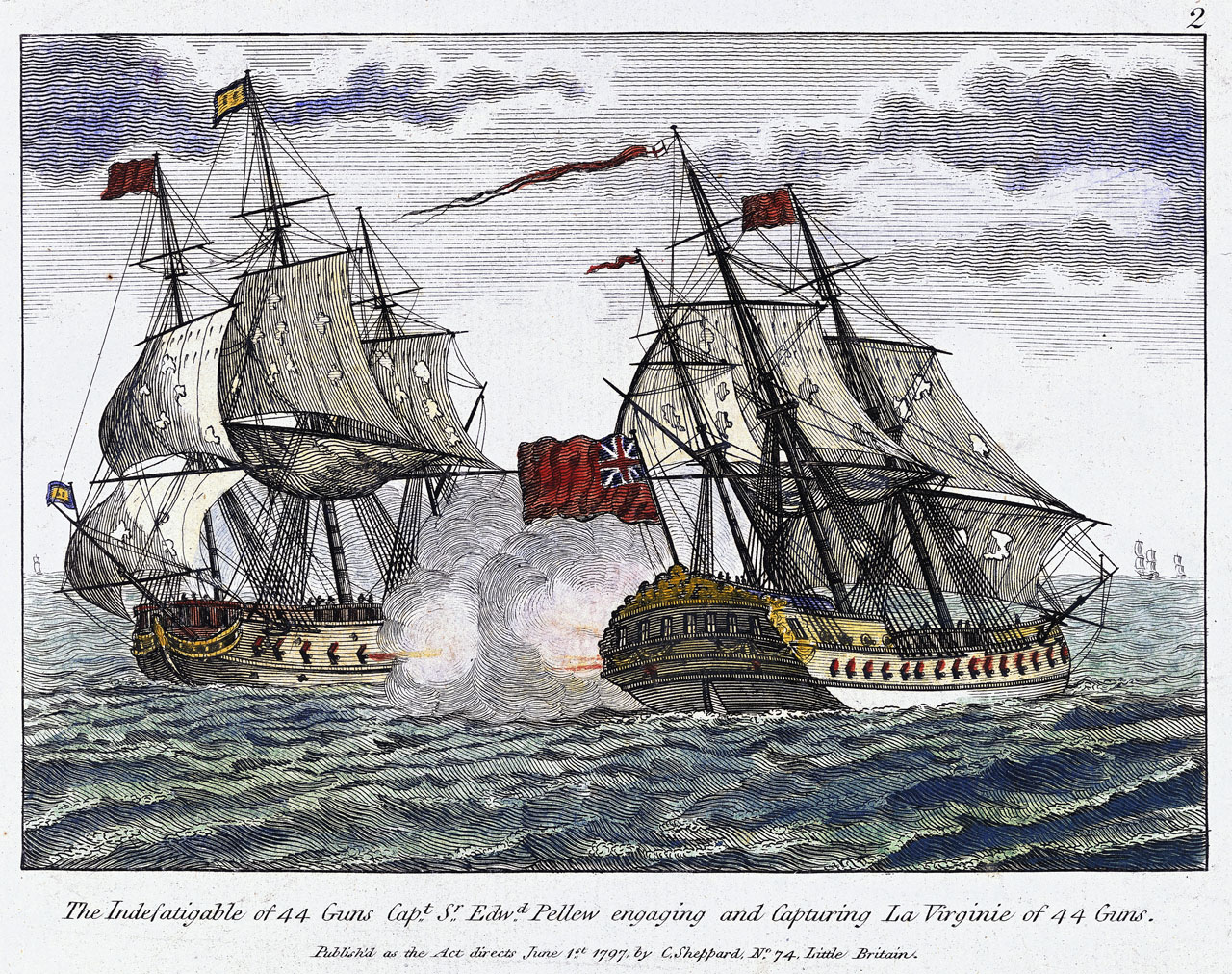
Бой между Indefatigable и Virginie

Утром 20 апреля 1796 года Indefatigable заметил французский 44-пушечный фрегат Virginie возле мыса Лизард. Indefatigable, Amazon и Concorde преследовали Virginie, пока Indefatigable не догнал его вскоре после полуночи 21 апреля после погони, которая продолжалась 15 часов на расстоянии в 168 миль. После двухчасового боя Virginie все ещё не спустил свой флаг и бой мог продолжаться ещё долго, если бы не прибыл Concorde. Видя, что он оказался в меньшинстве, Virginie сдался. Он был вооружен 44 пушками, 18- и 9-фунтовыми, и имел экипаж из 340 человек под командованием капитана Бержере. В сражении он потерял 14 или 15 человек убитыми и 27 ранеными. При этом из-за пробоин корпуса у него в трюме было уже четыре фута воды. На борту Indefatigable потерь не было. Пеллью отправил Virginie в Плимут под конвоем Concorde а сам на следующий день продолжил своё плавание с Amazon, который получил некоторые повреждения. Virginie впоследствии был принят в состав Королевского флота как HMS Virginie.
В июле 1796 года были выплачены призовые деньги за поимку Unite и Virginie в размере £ 20,000. Indefatigable разделил эти деньги с Amazon, Revolutionnaire, Concorde и Argo. По-видимому Duke of York также получил свою долю с некоторых или даже всех призов. В 1847 году Адмиралтейство выпустило медаль с пряжкой «Indefatigable 20 апр. 1796», которой были награждены все выжившие участники сражения с Virginie.
12 июня 1796 года Indefatigable, Amazon, Concorde, Revolutionaire и Phoebe после 24-часовой погони в районе Уэссана захватили два французских брига — Trois Couleurs и Blonde. Trois Couleurs нёс на борту 10 орудий и экипаж из 70 человек. Blonde был вооружен 16 пушками и имел экипаж из 95 человек. Оба брига покинули Брест двумя днями ранее, чтобы продолжить свой шестинедельный круиз, за время которого они не захватили ни одного приза.
В сентябре 1796 года Indefatigable, Phoebe, Revolutionnaire и Amazon захватили ещё пять испанских кораблей.
1 октября 1796 года Indefatigable, Amazon, Revolutionnaire, Phoebe и Jason приняли участие в захвате Vrow Delenea Maria. На следующий день, Пеллью и Indefatigable в районе Ла-Коруньи захватили каперскую шхуну Ariel из Бостона. Ранее, Пеллью уже отбил бриг Queen of Naples, который шел из Лиссабона в Корк. От него он узнал, что возле Коруньи находятся два приватира, один из которых и захватил бриг двумя днями ранее. Пеллью сразу направился к Ла-Корунье и смог перехватить Ariel. Она была вооружена 12 пушками и имела экипаж из 75 человек. Она отплыла из Бордо 14 дней назад. Её капарник, шхуна Vengeur, имела схожее вооружение, и Пеллью надеялся поймать и её тоже. Однако она была захвачена бригом из Бристоля в порту Ферроля, где Пеллью ранее уже преследовал два французских фрегата.
В январе 1797 года Indefatigable и Amazon захватили пакетбот Sangossee. 7 января Indefatigable и Amazon захватили Emanuel. В том же месяце Indefatigable принял участие в своём самом известном сражении.

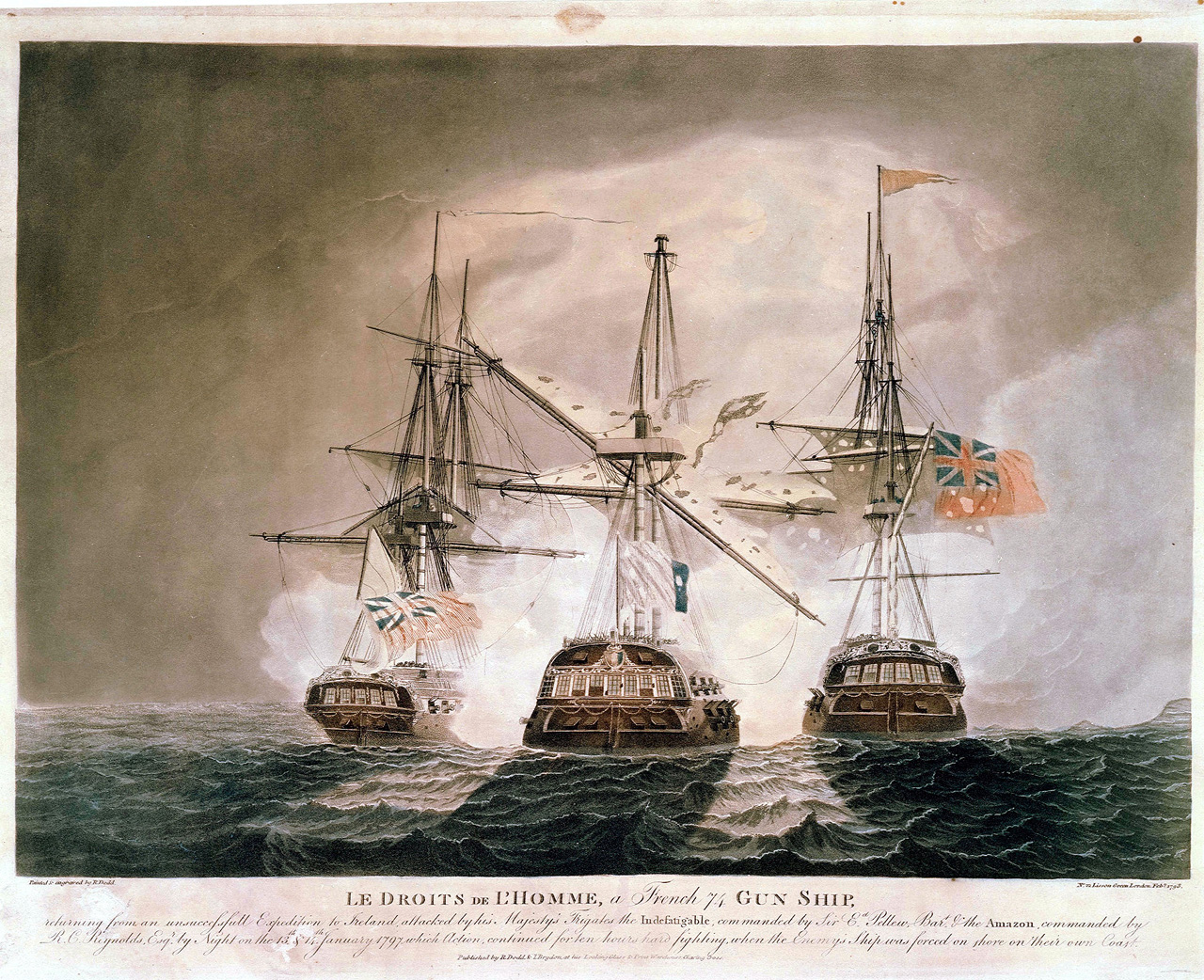
Бой между Indefatigable и Le Droits de L’Homme

13 января 1797 года произошло сражение между двумя британскими фрегатами, Indefatigable и Amazon, и французским 74-пушечным линейным кораблем Droits De L’Homme. Droits De L’Homme был частью неудачной экспедиции в Ирландию, и теперь возвращался домой. Indefatigable и Amazon было приказано патрулировать море в районе острова Уэссан чтобы перехватить возвращающиеся французские корабли, когда они увидели Droits De L’Homme во второй половине дня 13 января. Бой длился более 15 часов, в условиях сильного шторма и постоянной угрозы налететь на скалы побережья Бретона. Волнение моря было настолько сильно, что французский корабль не мог открыть свои нижние орудийные порты и в результате мог вести огонь только с верхней орудийной палубы, что свело на нет всё его преимущество в вооружении. Более маневренные британские суда смогли нанести французскому кораблю очень тяжелые повреждения, а поскольку ветер ещё более усилился, французский экипаж потерял управление и Droits De L’Homme был выброшен на песчаную отмель и уничтожен. Amazon также был выброшен на берег, но почти вся его команда пережила катастрофу и попала в плен. Несмотря на серьезные повреждения мачт и такелажа, Indefatigable смог избежать катастрофы и отойти от берега, показав отличные мореходные качества. На его борту только 19 солдат и офицеров получили ранения, причем большинство из них были ранены легко. За это сражение в 1847 году Адмиралтейство выпустило медаль с пряжкой «Indefatigable 13 янв. 1797», которой были награждены все выжившие участники этого сражения.
11 мая 1797 года Indefatigable совместно с Phoebe, Cleopatra, Childers и Duke of York захватили Nouvelle Eugénie. Это был 16-пушечный капер razee с экипажем из 120 человек. Он вышел четыре дня назад из Нанта для 30-дневного круиза, но не захватил никаких призов.
14 октября 1797 года Indefatigable прибыл к острову Тенерифе. Там в полночь он захватил французский корвет Ranger. Ranger был вооружен 14 пушками и имел экипаж из 70 человек. Он вёз важные депеши из Вест-Индии, которые экипаж успел уничтожить до захвата судна. На следующий день Пеллью захватил испанскую шхуну с грузом рыбы. Так как Indefatigable испытывал нехватку воды, Пелью приказал посадить весь экипаж Ranger, за исключением его офицеров, на борт шхуны и отправил их в Санта-Крус.
Через десять дней Indefatigable после погони, продолжавшейся восемь часов, захватил капер Hyène. Он был вооружен двадцатью четырьмя 9-фунтовыми пушками и имел экипаж из 230 человек. Он отплыл две недели из Байонне, но не захватил никаких призов. Hyène, по-видимому, по ошибке принял Indefatigable за судно Португальской Ост-Индской компании. Пеллью заметил, что если бы капер не потерял фок-мачту спасаясь от погони, он вполне мог бы сбежать от фрегата.
Indefatigable вернулся в Ла-Манш, где 11 января 1798 года вместе с Cambrian и Childers, он захватил французскую каперскую шхуну Vengeur. Vengeur была судном новой постройки, с 12 орудиями и 72 членами экипажа. Она вышла восемь дней назад из Остенде. Пеллью отправил её в Фалмут.
Пять дней спустя, вечером 16 января, эскадра Пеллью захватила французского приватира Inconcevable. Он был вооружен восемью орудиями и имел экипаж из 55 человек. Он вышел десять дней назад из Дюнкерка. Призовой фонд был разделен между Indefatigable, Cambrian и Success.
28 января Indefatigable и Cambrian захватили 22-пушечный капер Heureuse Nouvelle с экипажем из 130 человек. Он вышел 36 дней назад из Бреста и за это время захватил только один корабль, большое американское торговое судно под названием Providence, с грузом хлопка и сахара. Пеллью отправил Cambrian в погоню за ними. Duke of York также получил часть призовых денег за эту операцию.
8 августа 1798 года, во время плавания в Бискайском заливе, после 24-часовой погони, Indefatigable захватил французский корвет Vaillante, который находился под командованием лейтенанта де Ла Порте. Корвет успел произвести лишь несколько выстрелов, прежде чем спустил флаг. Он был вооружен двадцатью двумя 9-фунтовыми пушками и имел экипаж из 175 человек. Он отплыл из Рошфора 1 августа. Ему было всего 18 месяцев, это был обшитый медью довольно быстрый парусник. Англичане взяли его на службу как HMS Danae.
На рассвете 31 декабря 1798 года в пяти милях от острова Уэссан Implacable захватил Minerve. Он был вооружен 16 пушками и имел экипаж из 140 человек. Он отплыл из четыре недели назад из Сен-Мало и собирался войти в гавань Бреста, когда был захвачен. Он взял несколько призов, один из которых, Asphalon, был захвачен Indefatigable 1 января 1799 года. Aspahalon плыл из Галифакса в Лондон с грузом сахара, кофе и табака.

### Последующие командиры
С марта 1799 до конца 1800 года Indefatigable находился под командованием капитана Генри Керзона . 31 мая он захватил бриг Vénus. Vénus был вооружен двенадцатью 4-фунтовыми и двумя 9-фунтовыми пушками с экипажем из 101 человека. Он отплыл девять недель назад из Рошфора и захватил два приза, шхуну Clarence, шедшую из Лиссабона в Лондон, и корабль идущий из Лиссабона в Гамбург с грузом соли. Indefatigable, по-видимому, находился в компании с Fisgard и Diamond.
12 июня 1800 года Indefatigable захватил французский бриг Vengeur. Он был вооружен шестью длинными 4-фунтовыми пушками и десятью 18-фунтовыми карронадами, и имел экипаж из 102 человек. Она отплыл два дня назад из Бордо и шел к побережью Бразилии. Vengeur плыл в компании еще с тремя каперами, которые направлялись к Гваделупе.
22 октября Indefatigable захватил французский 28-пушечный фрегат Vénus у побережья Португалии. Indefatigable преследовал Vénus с самого утра, когда во второй половине дня в поле зрения появился Fisgard и заставил Венеру сдаться. Оба британских судна подошли к Vénus почти в одно и то же время (7 часов вечера). Vénus был вооружен 32 пушками и имел экипаж из 200 человек. Он плыл из Рошфора в Сенегал. Indefatigable и Fisgard разделили призовые деньги с Boadicea, Diamond, Urania и наемной вооруженной шхуной Earl St Vincent.
В январе 1801 года командование над Indefatigable принял капитан Мэтью Скотт. Indefatigable был частью эскадры, которая разделила призовые деньги за Temeraire, который был захвачен Dasher 30 мая. Те же корабли разделили призовые деньги за Bien Aimé, захваченный Dasher 23 июля 1801 года. Indefatigable был переведен в резерв в Плимуте в апреле 1802 года после заключения Амьенского мира.

## Наполеоновские войны
После возобновления военных действий Indefatigable оснащался для выхода в море в июле-сентябре 1803 года. Он вновь вступил в строй под командованием капитана Грэма Мура, младшего брата сэра Джона Мура.

### Бой у мыса Санта-Мария

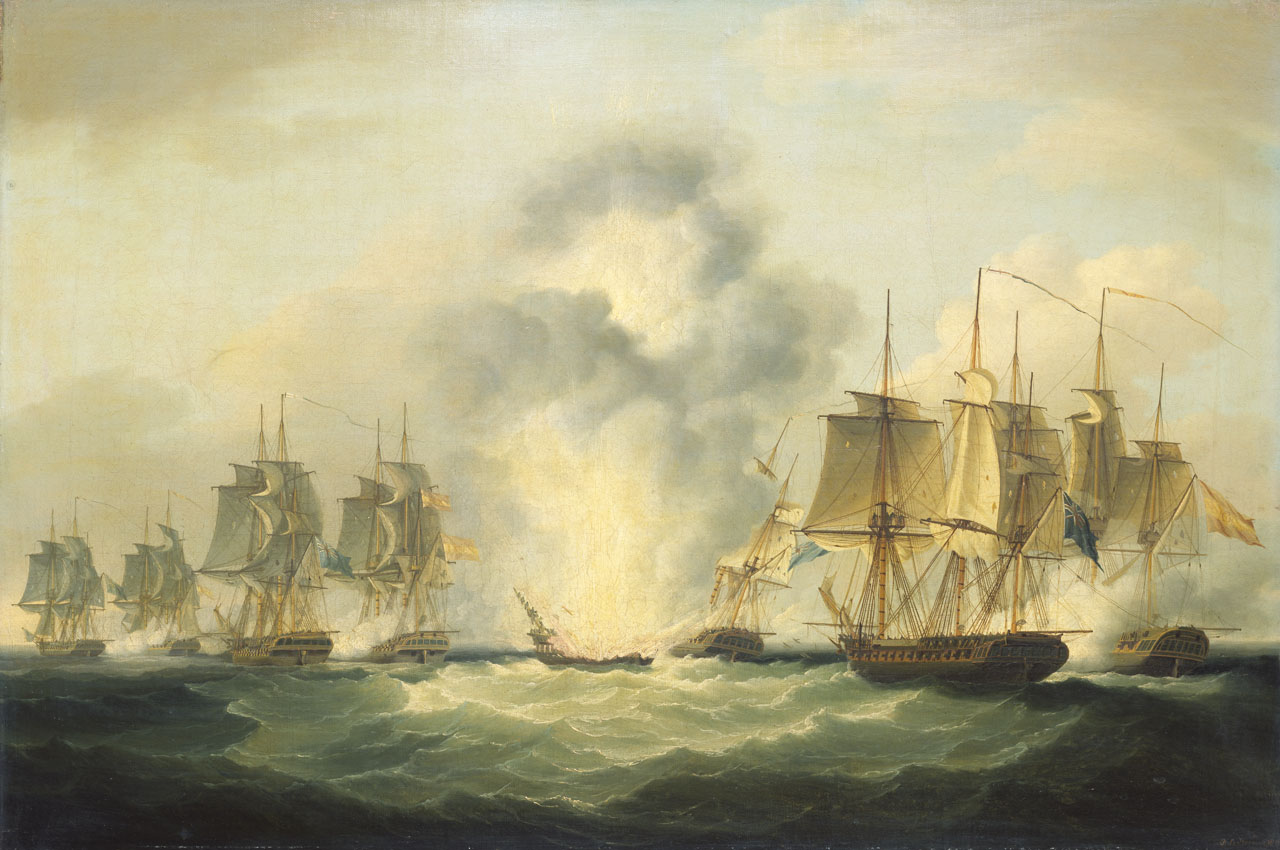
Бой у мыса Санта-Мария, кисти Сарториуса

5 октября английская эскадра из четырех фрегатов (Lively, Medusa, Indefatigable и Amphion) под командованием коммодора Грэма Мура на Indefatigable, возле Кадиса перехватила четыре испанских фрегата под командованием контр-адмирала Дона Джозефа Бустаманте. Эти фрегаты перевозили золото, серебро, а также множество других ценных товаров из Южной Америки в Испанию. Испания в то время была одной из нейтральных стран, но демонстрировала явные признаки подготовки к войне в союзе с наполеоновской Францией. Действуя по приказу Адмиралтейства, Мур потребовал, чтобы испанцы изменили свой курс и плыли в Англию. Адмирал Бустаманте ответил отказом, после чего начался бой.
Спустя девять минут после начала сражения один из снарядов Amphion угодил в пороховой погреб Mercedes, и испанский фрегат взорвался. В течение минуты или двух после этого на Fama спустили флаг в знак капитуляции, но, когда Medusa прекратила обстреливать её, вновь его подняли, и попытались сбежать. Выдержав в течение 17 минут сильный огонь Indefatigable, и видя приближение нового противника — Amphion, который подходил со стороны её правого борта, Medea сдалась. Ещё через пять минут Clara сделала то же самое, и тогда Lively двинулся за Medusa, чтобы помочь ей в погоне за Fama. Примерно в 12:45 пополудни Lively, будучи очень быстроходным судном, догнал испанский фрегат и тот сдался.
На борту Indefatigable не было жертв. Amphion потерял пять человек ранеными, один из них тяжело. На борту Lively было двое убитых и четверо раненых. Medea была взята на Королевский флот как HMS Iphigenia (позднее была переименована в HMS Imperieuse), Santa Clara как HMS Leocadia и Fama как HMS Fama.
Добыча была очень большой, и если бы она рассматривалась как военный приз, то Мур и его капитаны стали бы чрезвычайно богатыми. Но деньги и корабли были объявлены "Прерогативой Адмиралтейства" и капитанам и экипажам досталась лишь небольшая добровольная выплата в размере £ 160,000, а также доходы от продажи самих кораблей.

### Дальнейшая служба
В октябре 1805 года Indefatigable, под командованием капитана Джона Тремейна Роддома, был частью эскадры, блокирующей Брест. Шлюпки с кораблей эскадры вошли в гавань Жиронды 15 июля 1806 года чтобы атаковать два французских корвета и торговый конвой. Изменение ветра позволило сбежать всем, кроме одного корвета. Англичане захватили французский корвет César (или Caesar), который Королевский флот взял на службу как HMS Cesar. Он был вооружен 18 пушками, имел экипаж из 86 человек, и был под командованием лейтенанта Луи Франсуа Гектора. Французы ожидали атаки и оказали упорное сопротивление. Англичане потеряли шесть человек убитыми, 36 ранеными и 21 пропавшими без вести. Indefatigable потерял два человека убитыми и 11 ранеными. Все 21 человек пропавшие без вести были в лодке с Revenge; позже выяснилось, что большинство из них, если не все, были взяты в плен. Большинство лодок, принимавших участие в атаке, были так повреждены, что англичанам пришлось их бросить. Призовые деньги были разделены между линейными кораблями и фрегатами эскадры, а также между Pilchard и наемным люггером Nile. За эти действия в 1847 году Адмиралтейство выпустило медаль с пряжкой «Boat Service 16 июля 1806», которой были награждены все выжившие участники этой операции.
31 июля 1808 года Indefatigable, вместе с бригом Conflict захватил каперское судно Diane, которое находилось в пути к Иль де Франс, везя письма и депеши, которые были выброшены за борт во время погони. Судну было шесть лет, его водоизмещение составляло 482 тонн, оно было вооружено четырнадцатью 9 и 6-фунтовыми пушками и имело экипаж из 68 человек.
19 августа Indefatigable, все еще в компании с Conflict, захватил Adele. В декабре были выплачены ₤ 10000, полученные за Diane и Adele. 1 и 9 сентября 1808 года Indefatigable захватил два американских корабля — Sally и Peggy. Theseus и Impeteuex были в компании с Indefatigable в то время. 1 ноября 1808 года Indefatigable захватил Bonne Louise.
14 января 1809 года Indefatigable захватил французский каперский люгер Clarisse в канале. Он имел четырнадцать орудийных портов, но был вооружен только тремя пушками. Он отплыл из Сен-Мало накануне вечером. На момент захвата Amazon, Iris, Raleigh и Goldfinch были в поле зрения, и разделили призовые деньги с Indefatigable. 20 февраля Statira захватил французскую шхуну Matilda. Indefatigable разделил с ним призовые деньги.
Indefatigable прибыл на баскский рейд 25 февраля 1809 года. Там он захватил два судна, датский корабль Neptunus 24 марта и французский корабль Nymphe 28 марта. За взятие Neptunus Indefatigable разделил призовые с шлюпами Foxhound и Goldfinch. Foxhound разделил призовые деньги также за захват Nymphe.
В апреле 1809 года Indefatigable принял участие в битве на Баскском рейде. За это сражение в 1847 году Адмиралтейство выпустило медаль с пряжкой «Баскский рейд 1809», которой были награждены все выжившие участники этого боя.
В октябре 1809 года командование над Indefatigable принял капитан Генри Бейкер. Капитан Джон Бротон сменил его на этом посту в декабре 1809 года и остался на этой должности до 1812 года.
В июне 1812 года, когда Indefatigable под командованием капитана Джона Фуффи находился на южноамериканской станции, Indefatigable посетил Галапагосские острова. Во время этого круиза он дал английское название — Indefatigable второму по величине острову, ныне известному как Санта-Крус.
В июле Indefatigable вернулся в Портсмут. Когда новости о начале войны 1812 года дошли до Британии, Королевский флот захватил все американские суда, которые находились в британских портах. Indefatigable был в числе судов Королевского флота, стоящих на якоре в Спитхеде или Портсмуте, и получивших право на долю призовых денег с американских судов Belleville, Janus, Aeos, Ganges и Leonidas, захваченных там 31 июля 1812.
Indefatigable был отправлен в резерв в 1815 году. Он был отправлен на слом и разобран в августе 1816 года.

## В художественной литературе
- Indefatigable занимает важное место в серии романов Сесила Скотта Форестера о Горацио Хорнблауэре. Indefatigable под командованием Пеллью был кораблем, на котором Хорнблауэр провел большую часть своей службы в звании мичмана. Бой у мыса Санта-Мария также описывается в другом романе Форестера «Хорнблоуэр и «Отчаянный»», в котором Хорнблауэр должен был присоединиться к британской эскадре, но вместо этого пытается перехватить французский корабль, который собирается предупредить испанцев о засаде. В телесериале про Хорнблауэра Indefatigable играет еще более важную роль.
- Бой у мыса Санта-Мария описывается также в романе Патрика О’Брайана «Капитан первого ранга», в котором Стивен Мэтьюрин обеспечивает британцев разведданными, позволяющими осуществить перехват, а капитан Обри, находясь во временном командовании Lively, захватывает Santa Clara и Fama.